# Товмасян, Артур (гимнаст)
Артур Товмасян (арм. Արթուր  Թովմասյան, род. 18 июня 1992, Ереван) — армянский спортсмен, гимнаст. Бронзовый призёр кубка мира в Дохе (2013).

## Биография
Артур Товмасян родился 18 июня 1992 года в Армении. Гимнастикой начал заниматься с 1998 года. Является воспитанником спортшколы имени Гранта Шагиняна. Член сборной Армении по спортивной гимнастике.

## Карьера

### Юношеская
В 2009 году, на юношеском Олимпийском фестивале в финском городе Тампере, Артур Товмасян вместе с Ваганом Варданяном и Артуром Давтяном в составе сборной Армении, в общекомандном зачете занял 6-е место среди 23 команд. В том же году, в Ереване, принял участие турнире посвященному памяти Гранта Шагиняна, где в многоборье занял третье место

### Взрослая
В марте 2012 года, стал чемпионом Армении в упражнениях на кольцах.
На проходящем в Москве, в декабре 2012 года, Международном турнире по спортивной гимнастике на Кубок имени олимпийского чемпиона Михаила Воронина, в упражнениях на кольца занял первое место, став победителем турнира в этой дисциплине. На Кубке мира по спортивной гимнастике, проходившем в Дохе в 2013 году с 24 по 31 марта, Артур Товмасян в упражнениях на кольцах занял третью ступень пьедестала.

## Награды
- Медаль «За заслуги перед Отечеством» 1 степени (7.09.2017)[6].